# Pointe La Rue

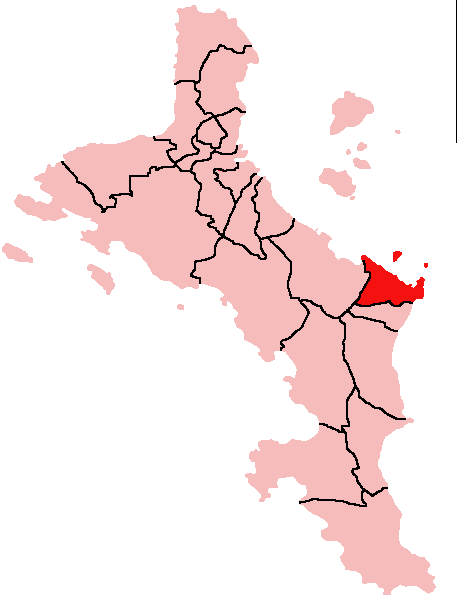
Localisation du district de Pointe La Rue.

Pointe La Rue est un district des Seychelles de l'île de Mahé.

## Géographie

### Démographie
Le district de Pointe La Rue couvre 3,9 km2 et compte 2 715 habitants (2002).